# ホセ・ヒメネス・アランダ
ホセ・ヒメネス・アランダ（José Jiménez Aranda、1837年2月7日 - 1903年5月6日）はスペインの画家である。

## 略歴
セビリアで生まれた。弟のルイス・ヒメネス・アランダとマヌエル・ヒメネス・アランダも画家になった。
1851年にセビリアの王立美術学校（Real Academia de Bellas Artes de Santa Isabel de Hungría）で学んだ。1868年からマドリードのプラド美術館に通い、フランシスコ・デ・ゴヤやディエゴ・ベラスケスの作品を学んだ。1867年にヘレス・デ・ラ・フロンテーラに移り、ステンドグラスの仕事をした後、1871年にローマに移り、4年間滞在した。ローマではスペイン出身のオリエンタリズムの画家、マリアノ・フォルトゥーニと知り合った。
1881年には弟のルイス・ヒメネス・アランダが活動していた、パリに出て、1890年までパリで過ごした。1882年にサロン・ド・パリに出展し、1889年のパリ万国博覧会の展覧会に入選した。1890年にマドリードに移った。
1892年に妻が亡くなった後、セビリアに戻り、1903年に母校の王立美術学校の教師となり、亡くなるまでその仕事を続けた。1900年のパリ万国博覧会にも出展し入選した。

## 作品

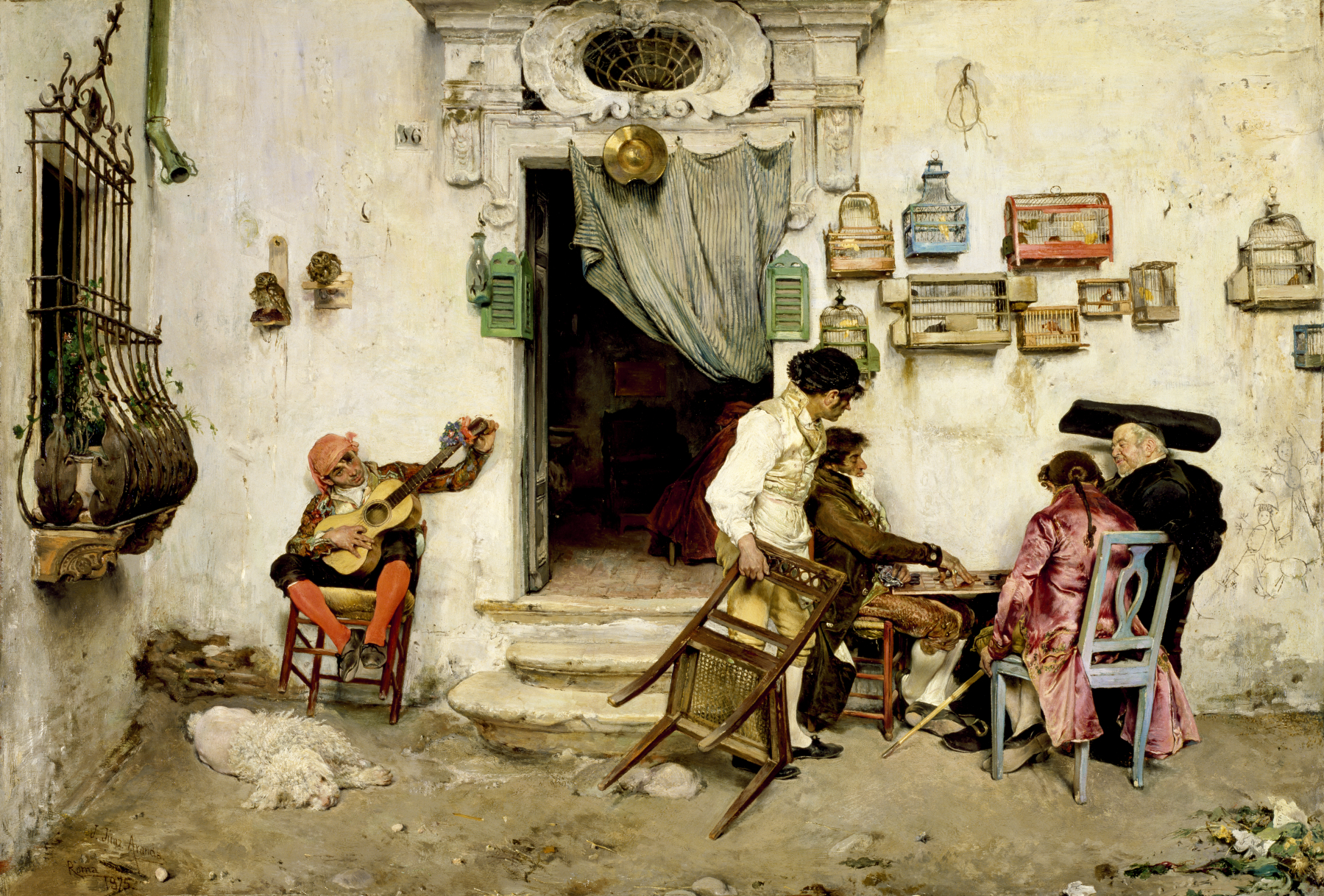
『フィガロの商店(ローマ)』(1875)
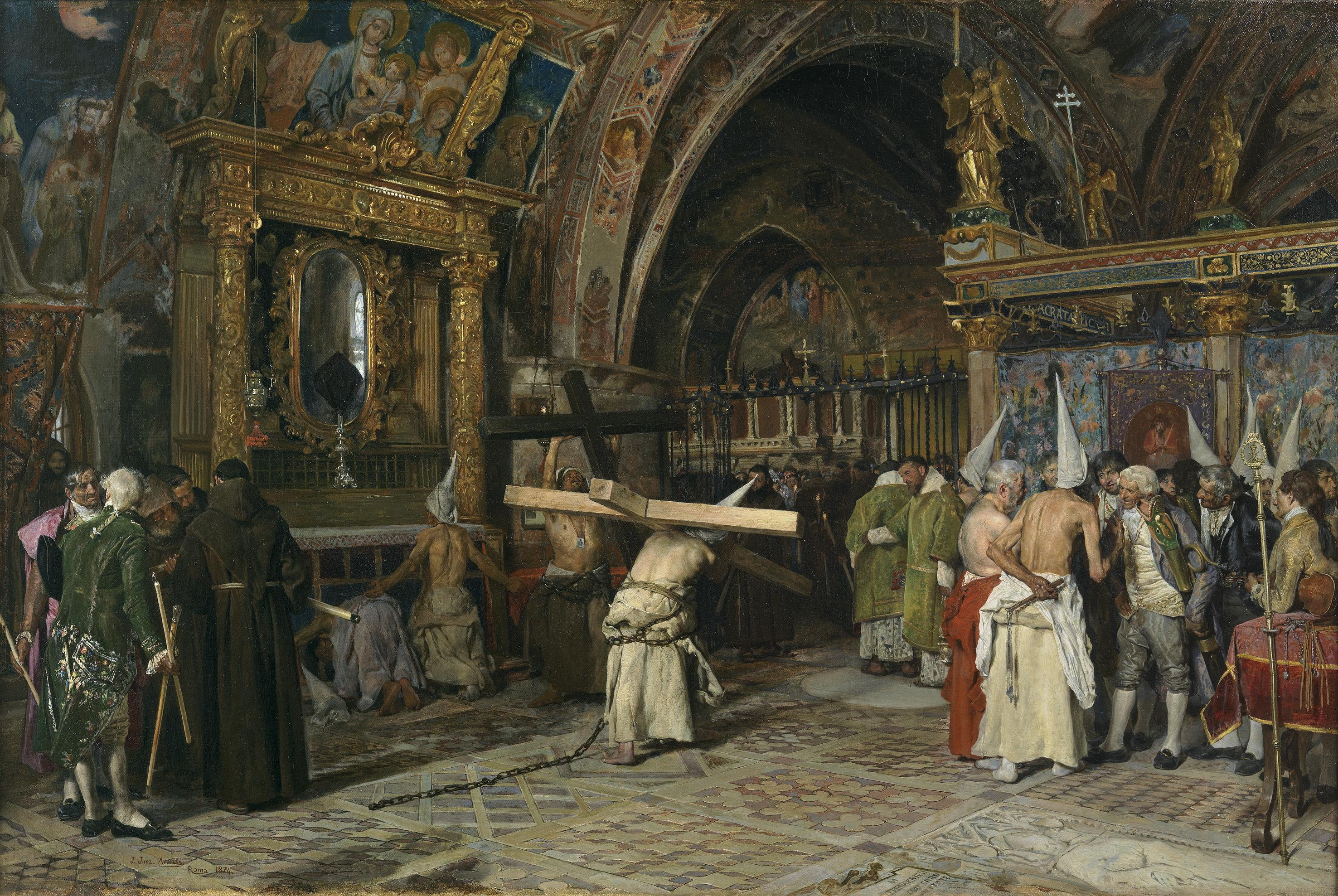
『Penitentes en la Basílica Inferior de Asís』(1874)
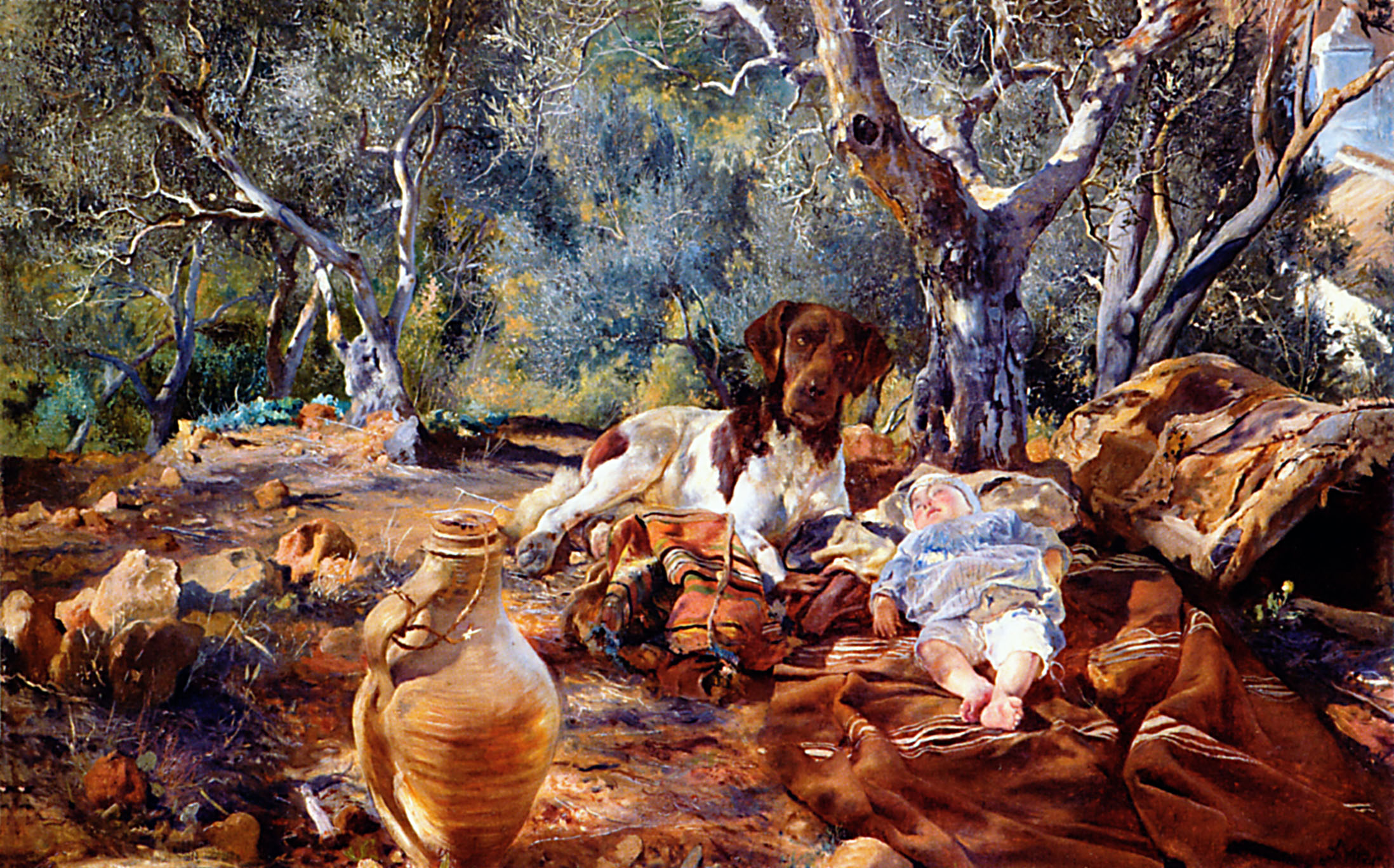
『El hato』(1896)

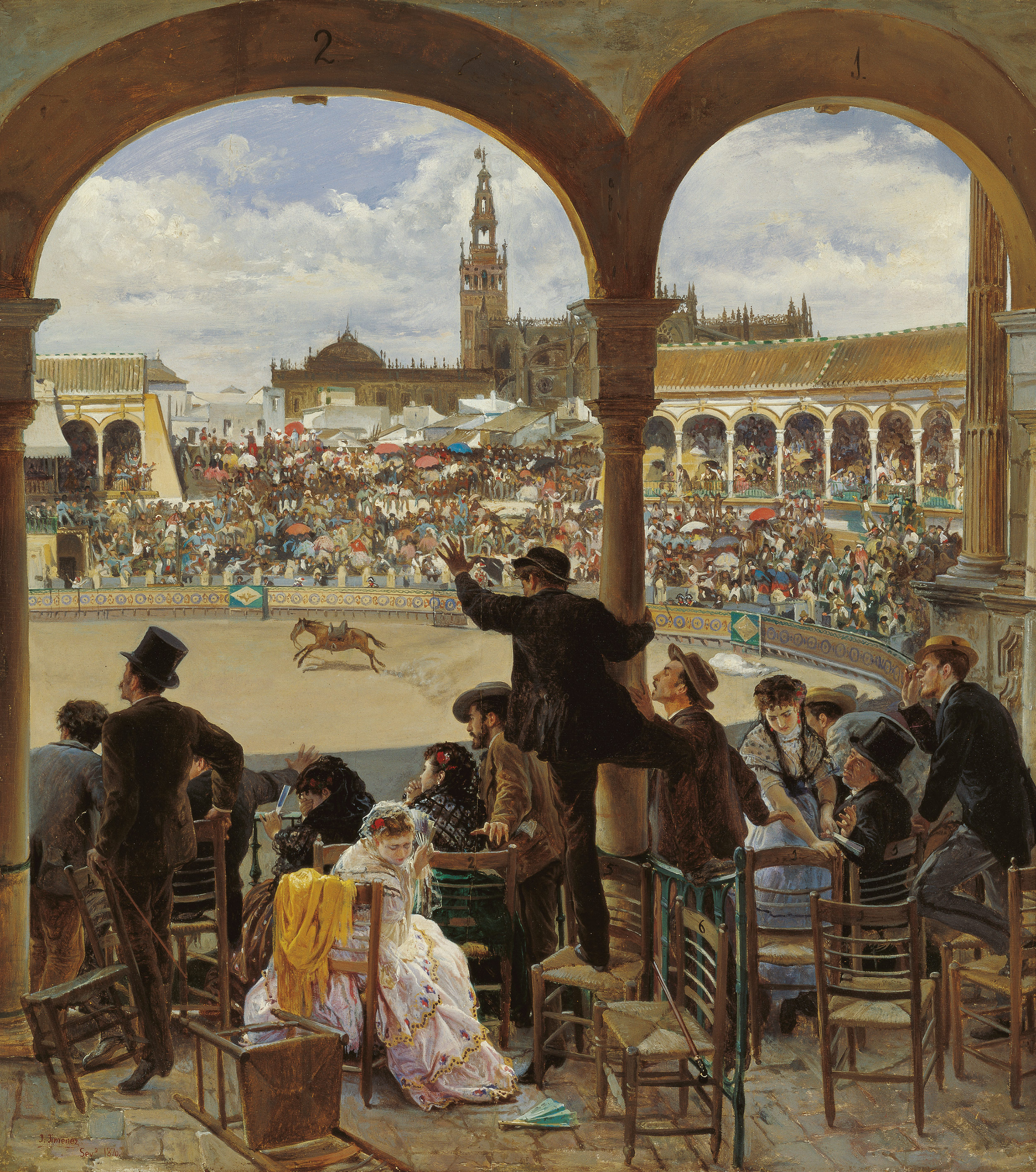
「闘牛場」(1870)
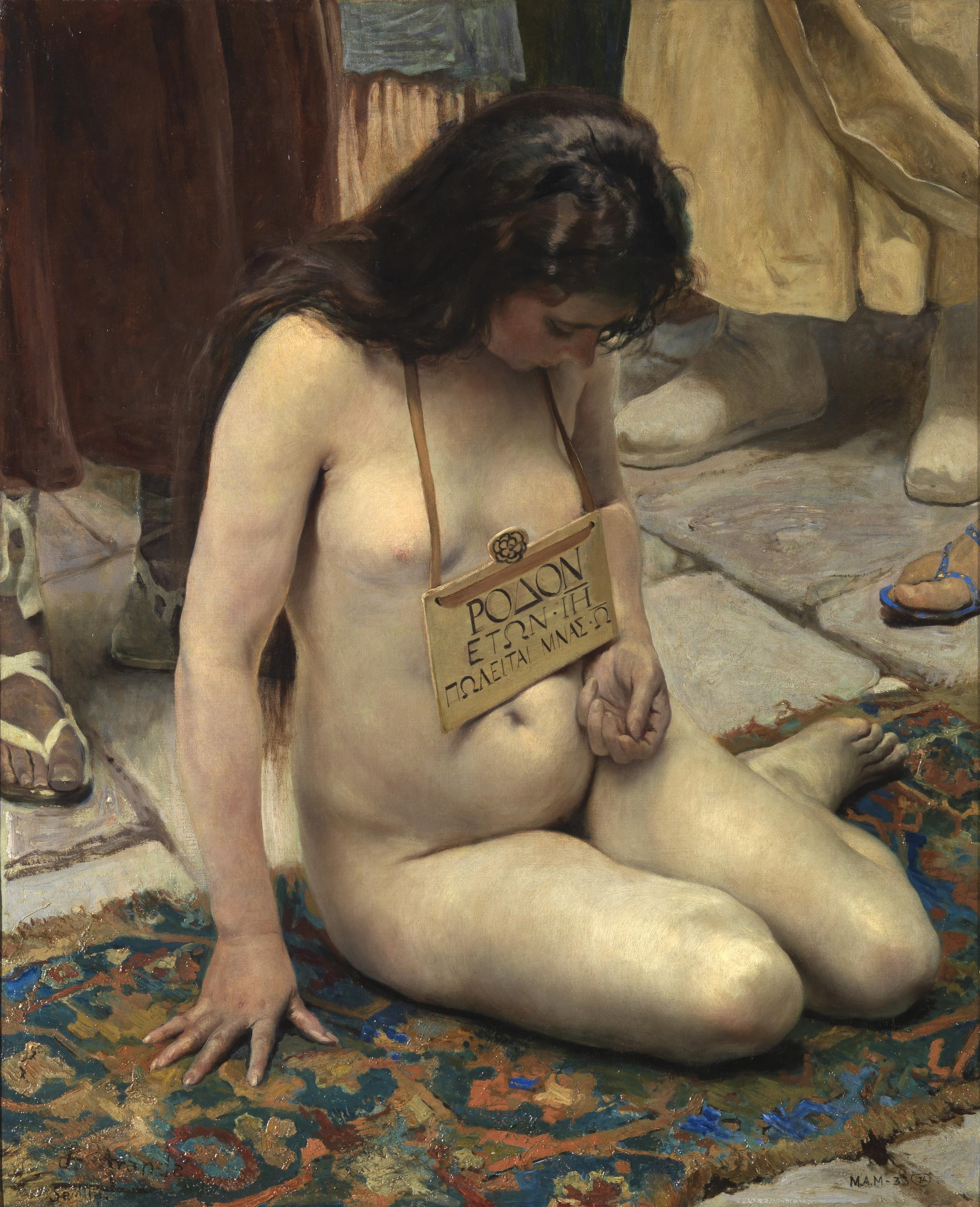
『販売中の奴隷の少女』(1897)
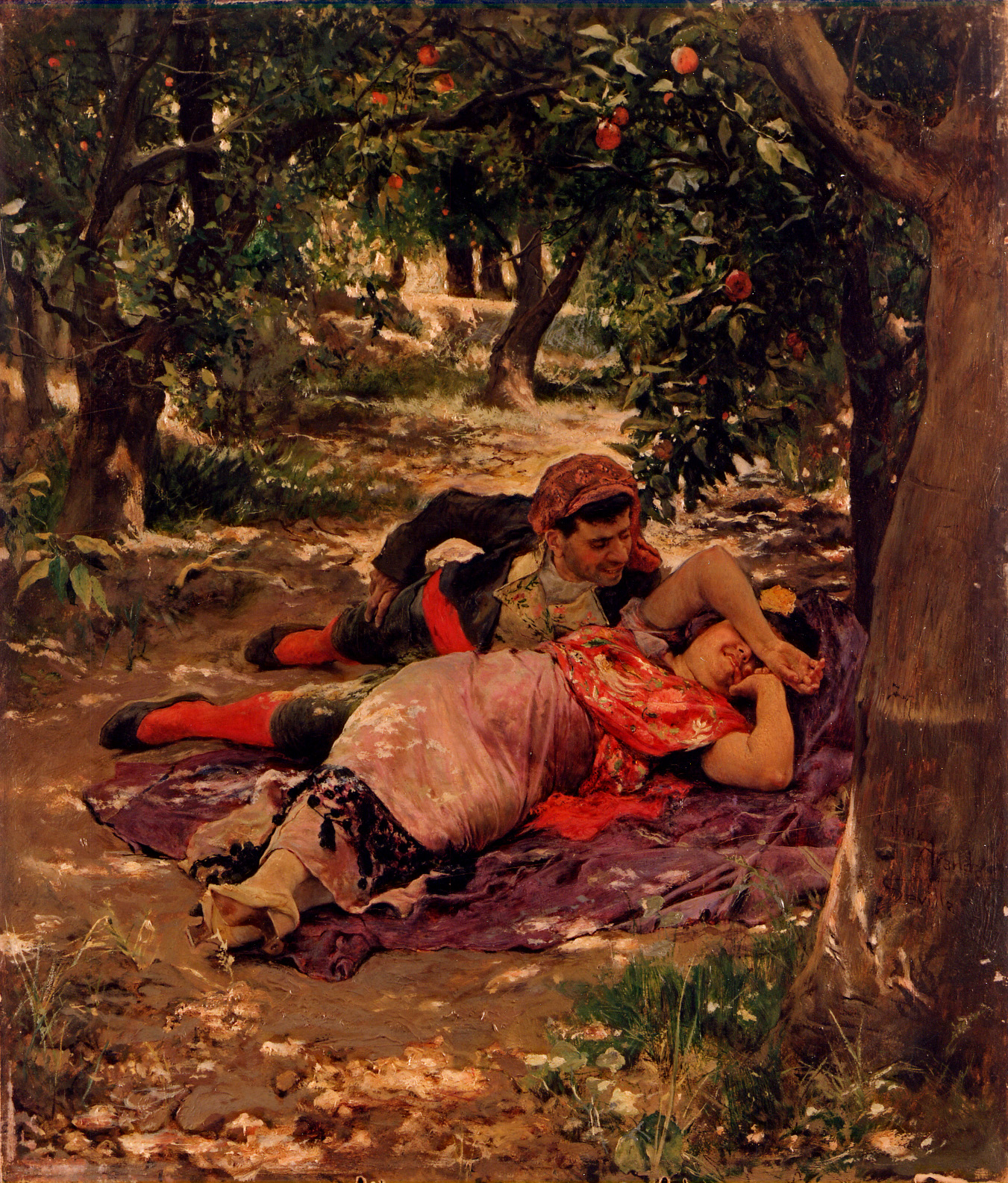
『Bajo los Naranjos』(1900)
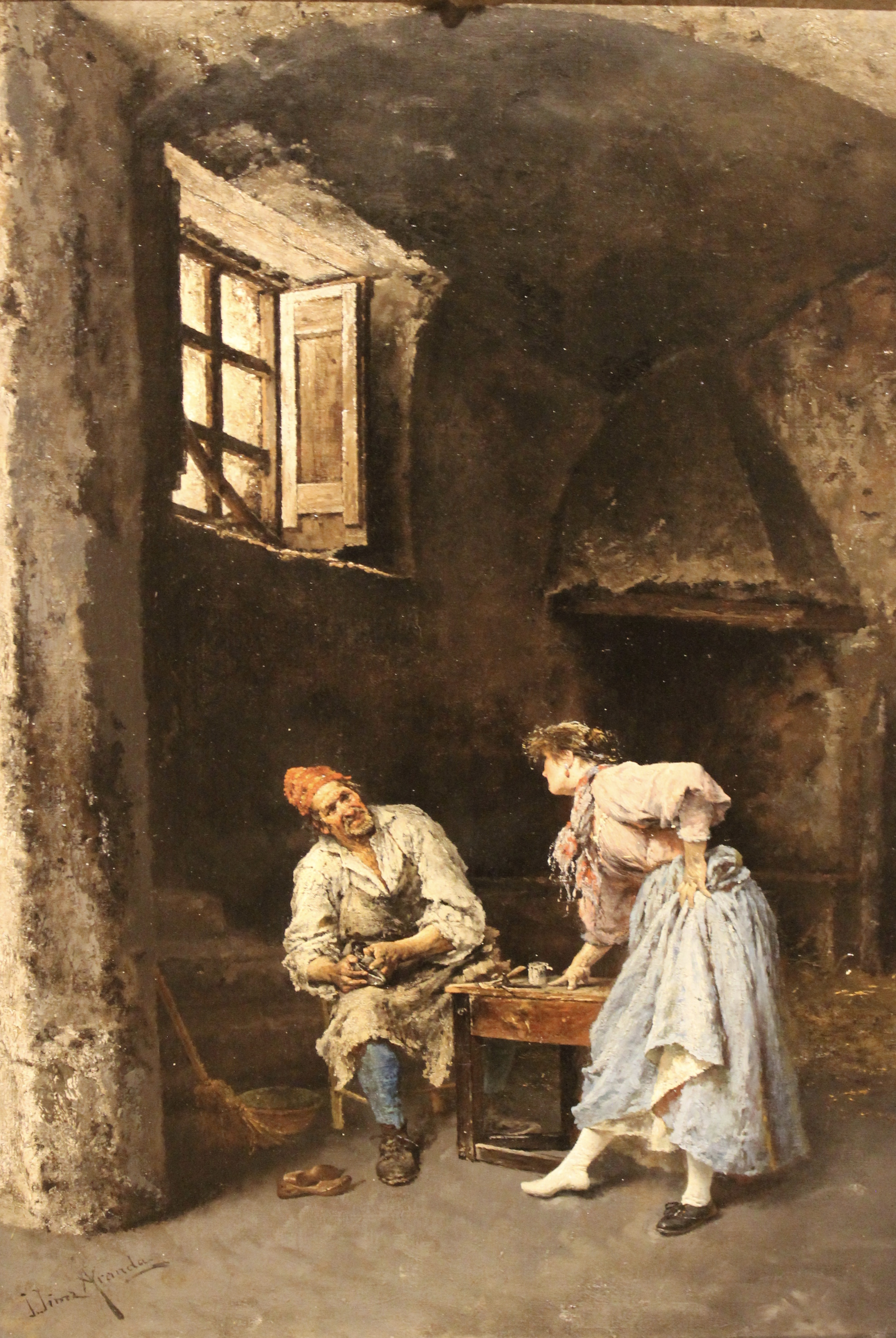